# Línea 8 (Bus Guadalajara)
La línea 8 es una línea regular llamada LINEA 8 de la ciudad de Guadalajara (España). Es operada por la empresa ALSA.
Realiza el recorrido comprendido entre Estación de Autobuses hasta la Urbanización El Clavín y regresando nuevamente a Estación de Autobuses. Tiene una frecuencia que varia a lo largo del día, su horario oscila entre las 2h y las 4h.

## Recorrido Ida
- Estación de Autobuses
- C/ Cardenal González de Mendoza n.º 9
- C/ Sigüenza n.º 10
- C/ Avenida Castilla n.º 18
- C/ Toledo n.º 44 (Salesianos)
- C/ Toledo n.º 46
- El Clavín (Junto 1A)
- El Clavín (Cuevas)
- El Clavín (Rotonda)
- El Clavín (Piscina)

## Recorrido Vuelta
- El Clavín (Rotonda)
- El Clavín (Cuevas)
- El Clavín (Frente 1A)
- Hospital
- C/ Toledo n.º 44 (Salesianos)
- Avenida Castilla (Pistas Polideportivas)
- C/ Sigüenza (Frente n.º 8)
- C/ Cuesta Matadero n.º 1
- C/ Cardenal González de Mendoza (Frente n.º 27)
- C/ Dos de mayo (Estación Autobuses)

## Horarios
- Lunes a viernes (Laborables 1 enero al 9 julio y 11 septiembre al 31 diciembre) Ida

```
| 7:00 | 8:30 | 13:30 | 17:30 | 19:30 | 21:30
```

- Sábados y domingos (También del 10 julio al 10 septiembre) Ida

```
| 9:00 | 13:00 | 16:00 | 20:00
```

- Lunes a viernes (Laborables 1 enero al 9 julio y 11 septiembre al 31 diciembre) Vuelta

```
| 7:30 | 9:30 | 14:00 | 18:00 | 20:00 | 22:00
```

- Sábados y domingos (También del 10 julio al 10 septiembre) Vuelta

```
| 9:30 | 13:30 | 16:30 | 20:30
```